# Sympodomma weberi
Sympodomma weberi är en kräftdjursart som först beskrevs av William Thomas Calman 1905.  Sympodomma weberi ingår i släktet Sympodomma och familjen Bodotriidae. Inga underarter finns listade i Catalogue of Life.